# Winifred Atwell
Pour les articles homonymes, voir Atwell.
Winifred Atwell, née le 27 février 1914 à Trinité et morte le 28 février 1983 à Sydney, est une pianiste populaire.
Elle fut célèbre pour ses interprétations au piano bastringue, de sonorité légèrement désaccordée, pour interpréter des succès de compositions traditionnelles sur des rythmes de charlestons, ragtimes, boogie-wooogie, valses et polkas de manière entraînante et virtuose, à l'instar d'autres pianistes bastringue comme Russ Conway.
Elle enregistra de nombreux disques microsillons reparus en CD et plusieurs concerts dans les bars et cabarets.